# Métro de Karadj
 (mars 2023).
Si vous disposez d'ouvrages ou d'articles de référence ou si vous connaissez des sites web de qualité traitant du thème abordé ici, merci de compléter l'article en donnant les références utiles à sa vérifiabilité et en les liant à la section « Notes et références ».
Le métro de Karadj  a été mis en service pour desservir la ville iranienne de Karadj, non loin de la capitale Téhéran. Il comprend actuellement deux lignes, les lignes 1 et 2. La ligne 1 s'exploite en même temps que la ligne 5 du métro de Téhéran.

## Réseau

### Lignes
En 2023, le métro de Karadj possède deux lignes fonctionnelles, et d'autres sont en construction.